# Isole minori esterne degli Stati Uniti d'America
Le Isole Minori Esterne degli Stati Uniti d'America (in inglese: United States Minor Outlying Islands) sono una definizione statistica dell'ISO 3166-1 utilizzata per indicare le 9 isole appartenenti alle aree insulari degli Stati Uniti: nell'oceano Pacifico (l'isola Baker, l'isola Howland, l'isola Jarvis, l'atollo Johnston, il Kingman Reef, l'atollo di Midway, l'atollo Palmyra e l'isola di Wake) e una nel mare Caraibico (l'isola Navassa).

## Localizzazione
Tranne l'isola Navassa, che è situata nel mar dei Caraibi ed è rivendicata da Haiti, le altre isole sono situate nell'oceano Pacifico. L'atollo di Palmyra è l'unica a far parte dei territori incorporati negli Stati Uniti, mentre le altre sono classificate come territori non incorporati.
I territori caraibici di l'isola di Bajo Nuevo e l'isola Serranilla sono talvolta considerate come facenti parte del governo statunitense sebbene siano al centro di dispute con altri Stati. Le isole pacifiche sono circondate da un'ampia zona economica esclusiva.

## Lista
| Atollo/Isola Bandiera non ufficiale    | Superficie (km²) | Superficie (km²) | Coordinate       | Annessione agli Stati Uniti | Area protetta dal |
| Atollo/Isola Bandiera non ufficiale    | Isola            | Laguna           | Coordinate       | Annessione agli Stati Uniti | Area protetta dal |
| -------------------------------------- | ---------------- | ---------------- | ---------------- | --------------------------- | ----------------- |
| Oceano Pacifico settentrionale         |                  |                  |                  |                             |                   |
| Isola di Wake                          | 7,4              | 6                | 19°17′N 166°36′W | 17 gennaio 1899             | 2006              |
| Atollo Johnston                        | 2,52             | 130              | 16°45′N 169°31′W | 1858                        | 29 luglio 1926    |
| Isole Midway                           | 5,18             | 40               | 28°13′N 177°22′W | 1867                        | 1998              |
| Oceano Pacifico centrale               |                  |                  |                  |                             |                   |
| Kingman Reef                           | 0,03             | 60               | 6°24′N 162°24′W  | 1853                        | 18 gennaio 2001   |
| Atollo di Palmyra                      | 6,56             | 15               | 5°52′N 162°06′W  | 1900                        | 18 gennaio 2001   |
| Isola Jarvis                           | 4,45             | -                | 0°22′S 160°03′W  | 1935                        | 1974              |
| Isola Baker                            | 1,24             | -                | 0°13′N 176°28′W  | 1856                        | 1974              |
| Isola Howland                          | 1,62             | -                | 0°48′N 176°38′W  | 1856                        | 1974              |
| Mar dei Caraibi                        |                  |                  |                  |                             |                   |
| Isola di Navassa                       | 5,2              | -                | 18°24′N 75°01′W  | 1857                        | 30 settembre 1999 |
| Isole minori esterne degli Stati Uniti | 34,2             | 251              |                  |                             |                   |

## Popolazione
Nessuna delle Isole Minori Esterne degli Stati Uniti è stabilmente abitata. Gli unici residenti delle isole sono i dipendenti delle stazioni meteorologiche scientifiche e il personale militare presente sull'isola. Il censimento del 2000 ha contato 315 persone sull'atollo Johnston e una persona sull'isola di Wake. Non c'è stata nessuna popolazione indigena locale, ad eccezione di quella censita nel 1940. Nel 1936 si avviò la colonizzazione delle isole con lo stabilirsi di cittadini americani sull'isola di Baker, Howland e di Jarvis. Tutte le isole furono però evacuate nel 1942 a causa della Seconda guerra mondiale.

## Aeroporti
Di seguito la lista degli aeroporti secondo il codice ICAO (IATA):
- PJON (JON): Aeroporto dell'atollo di Johnston, Atollo Johnston
- PMDY (MDY): Campo Henderson (Naval Air Facility), Isola di Sand
- PWAK (AWK): Campo di aviazione dell'isola di Wake, Isola di Wake
- PLPA: Aeroporto di Palmyra (Cooper), Atollo Palmyra, Isola di Cooper
- PBAR: Aeroporto dell'isola di Baker, Isola Baker
- PLUR: Aeroporto di Jarvis, Isola Jarvis

Gli altri aeroporti includono:
- Campo Kamakaiwi: Isola Howland (1937 fino al 1945)[1]
- Kingman Reef: La laguna fu usata come stazione di transito per gli idrovolanti tra le Isole Hawaii e le Samoa Americane dalla società Pan American World Airways nel 1937 e nel 1938.[2]

## Porti
I porti di tre delle nove isole sono inseriti nella lista dei porti World Port Index, numerati come segue:
- 56325 ATOLLO JOHNSTON: Atollo di Johnston
- 56328 MIDWAY ISLAND: Atollo Midway
- 56330 ISOLA DI WAKE ISLAND: Isola di Wake
- Non è inserito il porto di LAGOON OVEST: atollo di Palmyra

L'isola di Baker Island, l'isola di Howland e l'isola di Jarvis Island hanno ognuna un piccolo approdo per le barche. Kingman Reef e l'isola di Navassa Island hanno ancoraggi solo offshore.